# Teymur Mammadov
Pour les articles homonymes, voir Mammadov.
Teymur Mammadov est un boxeur azerbaïdjanais né le 11 janvier 1993.

## Carrière
Médaillé de bronze aux Jeux olympiques de Londres en 2012, sa carrière amateur est également marquée par un titre de champion d'Europe à Ankara et une médaille d'argent aux championnats du monde de Bakou en 2011 dans la catégorie poids lourds.

## Palmarès

### Jeux olympiques
- Médaille de bronze en -91 kg aux Jeux de 2012 à Londres, Angleterre

### Championnats du monde de boxe amateur
- Médaille d'argent en -91 kg en 2011 à Bakou, Azerbaïdjan

### Championnats d'Europe de boxe amateur
- Médaille d'or en -91 kg en 2011 à Ankara, Turquie